# Abbaye Notre-Dame de Pontifroid
Ne pas confondre avec l'abbaye bénédictine Saint-Clément également située dans le quartier du Pontiffroy.
L’abbaye de Pontifroid, ou de Pontiffroy, est une ancienne abbaye cistercienne de femmes située à Metz, dans le quartier du Pontiffroy. Elle fut fondée au XIVe siècle, et dissoute au XVIIIe siècle.

## Histoire

### La fondation féminine
L’abbaye est fondée en 1323 , ou 1330 par les moines de Villers-Bettnach, pour accueillir une communauté féminine. Elle restera toujours de taille très modeste.
En 1330, l’abbaye est déplacée en vertu d’un atour (ordonnance municipale) de 1330, « parce qu’[elle] joignait une des maîtresses portes de la cité ».

### Le monastère masculin
À une époque indéterminée, vers le XVe siècle, l’abbaye doit changer de communauté et accueillir des hommes. En effet, elle est recensée par Leopold Janauschek dans son Originum Cisterciensium. Or seules les abbayes masculines l'ont été.
L’abbaye est mentionnée en 1443, quand, le 1er septembre, le vingt-septième abbé de Justemont y est solennellement béni par Conrad II Bayer de Boppard, évêque de Metz.
Après le siège de Metz en 1552, l’abbaye est déplacée rue Chambière, dans la maison dite « de Justemont ».
L’abbaye, en plus d’être de taille très modeste, est extrêmement pauvre, voire misérable. Elle ne pouvait plus nourrir au XVIIIe siècle que son abbé commendataire. À la mort de ce dernier, en 1740, elle est complètement supprimée.